# Francisco Ferreira do Amaral
Francisco Joaquim Ferreira de Amaral (Lisboa, 11 de junio de 1844 - 11 de agosto de 1923), más conocido por Francisco Ferreira de Amaral o solo por Ferreira de Amaral, fue un militar (almirante) portugués, administrador colonial y político de la última fase de la monarquía constitucional portuguesa.

## Biografía
Era hijo de Maria Helena de Albuquerque y del gobernador de Macao João Maria Ferreira de Amaral. Entre septiembre y diciembre de 1879 fue gobernador de Santo Tomé y Príncipe. De 1882 a 1886, fue gobernador general de Angola. Este año fue nombrado para el cargo de gobernador de la India, pero no llegó a tomar posesión de él.
Del 17 de enero de 1892 al 23 de febrero de 1893, ejerció el cargo de ministro de Marina y de Ultramar, en el gobierno de José Días Ferreira, al que añadió, a partir del 23 de diciembre, la cartera de Asuntos Exteriores. En 1905, consiguió evitar la revuelta en el Vasco da Gamma.
Del 4 de febrero al 26 de diciembre de 1908 ejerció las funciones de primer ministro en un gobierno multipartidista, denominado governo da acalmação, nombrado por el rey Manuel II, tras el regicidio que le costó la vida a Carlos I y a su hijo Luis Filipe.
Tras su salida del Gobierno, en diciembre de 1908, frecuentó círculos republicanos, perteneciendo aún al Partido Demócrata de Afonso Costa, lo que le valió  ser muy criticado por los monárquicos, que le apodaban Makavenko por pertenecer al grupo de los Makavenkos, constituido por bohemios, personas de izquierda y republicanos.
Fue padre del oficial del Ejército y comandante de la Policía Cívica de Lisboa, coronel João Maria Ferreira de Amaral.